# Ergin Ataman
Halil Ergin Ataman (Istanbul, 7 gennaio 1966) è un allenatore di pallacanestro turco,  tecnico del  Panathīnaïkos.
Prima di diventare allenatore, Ataman ha giocato nelle file dell'Eczacıbaşı e del Yeşilyurt.

## Carriera

### Primi anni
Ataman ha iniziato la sua carriera di allenatore con la squadra giovanile dell'Eczacıbaşı, prima di passare alla squadra giovanile dell'Efes Pilsen. Nel 1996 Ataman viene assunto come capo allenatore dalla Türk Telekom, squadra di BSL, per poi spostarsi al Pınar Karşıyaka e successivamente all'Efes Pilsen. Ataman è stato inoltre vice allenatore della nazionale turca guidata da Ercüment Sunter ad EuroBasket 1997, raggiungendo l'ottavo posto. Durante la stagione 1998-99, Ataman ha svolto il compito di osservatore per la Stanford University.
Dopo il suo ritorno in Europa, Ataman firmò con la Montepaschi Siena, diventando così il primo allenatore turco ad allenare in Italia. A Siena rimane per due stagioni, facendo fare il salto di qualità alla squadra ed alla società, portandole entrambe ad alti livelli. Nella stagione 2001-02 ha condotto la Mens Sana alle sue prime finali, quella di Coppa Italia persa dopo un supplementare contro la Virtus Pallacanestro Bologna, e quella più prestigiosa di Coppa Saporta, vinta in quel di Lione contro il Valencia. Nel campionato italiano ha guidato la squadra fino al quinto posto assoluto in campionato.
Nella stagione successiva, guida la Mens Sana alle prime Final Four di Eurolega della propria storia, classificandosi terza. Nel campionato italiano ha portato la squadra a giocarsi le semifinali scudetto, un traguardo mai raggiunto fino ad allora dalla società biancoverde.
Dopo l'esperienza senese il coach torna in Turchia per allenare l'Ülkerspor per il triennio 2003-2006. Durante questo periodo, Ataman alza al cielo sette trofei, tre coppe di Turchia, tre coppe del Presidente ed una coppa del campionato turco.
Dopo aver lasciato la Turchia per motivi personali, Ataman ritorna in Italia per allenare la Climamio Bologna dopo l'esonero di Fabrizio Frates, ma questa esperienza non si rivela felice come quella senese; infatti il coach viene a sua volta esonerato per fare spazio a Massimiliano Oldoini.
Ataman torna quindi in Turchia, allenando per una stagione il Beşiktaş.

### Beşiktaş Cola Turka
La stagione di Ataman al Beşiktaş andò ogni oltre aspettativa, portando la squadra di Istanbul alle Final Eight di ULEB Cup di Torino, grazie anche ad una striscia di 10 vittorie consecutive durante la regular season. Nella prima partita tra squadra turche in ULEB Cup, il Beşiktaş perse la partita contro il Galatasaray Cafe Crown, venendo così subito eliminata dalla competizione. In campionato, il Beşiktaş finì la regular season al comando, venendo però eliminata ai quarti di finale dal Banvitspor. La sconfitta portò la dirigenza del club a non rinnovare il contratto.

### Efes Pilsen
Solo una settimana dopo la scadenza del contratto, Ataman firma un biennale con l'Efes Pilsen. Nella sua prima stagione alla guida dell'Efes, Ataman vince il campionato turco, la coppa di Turchia e la coppa del Presidente. La stagione successiva non fu vincente come quella precedente, portando la società a liberare il coach al termine della stagione 2009-2010.

### Ritorno al Beşiktaş
A gennaio 2011, Ataman ritorna ad allenare il Beşiktaş, chiudendo però la stagione 2010-2011 senza vincere alcuna competizione. Nella stagione successiva, il Beşiktaş vince la sua prima Coppa di Turchia, battendo il Banvit in finale; ad aprile, Ataman vinse la EuroChallenge, battendo in finale l'Élan Chalon. La stagione si concluse con la vittoria del campionato, battendo nella serie finale l'Anadolu Efes.

### Galatasaray Odeabank
Il 22 giugno 2012, Ataman firma un contratto pluriennale con il Galatasaray Odeabank, riuscendo subito a riportare il club alla vittoria del campionato turco battendo in finale il Banvitspor, titolo che mancava alla società dalla stagione 1989-90.
Il 22 marzo 2013, Ataman diventa anche il capo allenatore della nazionale turca, prendendo il posto di Bogdan Tanjević.
All'inizio della stagione 2014-2015, il Galatasaray ebbe problemi finanziari, i quali portarono anche ad una crisi di risultati. Molti giocatori boicottarono gli allenamenti, alimentando così la frustrazione ed i conflitti all'interno della squadra stessa. Il 19 ottobre 2014, Ataman è coinvolto in uno scontro con Nolan Smith, il quale dopo una sostituzione, lanciò l'asciugamano contro l'allenatore stesso. La settimana successiva, il giocatore lascia la squadra turca.
Il 21 novembre 2014, durante la conferenza stampa dopo la partita giocata contro la Crvena zvezda, Ataman definì terroristi tutti i tifosi della Stella Rossa dopo gli scontri avvenuti alla fine del match Galatasaray-Stella Rossa, scontri che hanno portato all'uccisione di un tifoso serbo. A causa delle sue dichiarazioni, il primo ministro serbo Aleksandar Vučić annunciò che Ataman era "persona non più gradita in Serbia".
Il 6 giugno 2015, Ataman firma un'estensione biennale con il club per un valore complessivo di un milione di euro.
Il 27 aprile 2016, il Galatasaray sconfisse lo Strasbourg IG nella finale di EuroCup, giocata alla Abdi İpekçi Arena, vincendo così per la terza volte un titolo europeo.
Il 31 agosto 2016, Ataman decide di lasciare la guida della nazionale turca per dedicarsi completamente al Galatasaray.

### Anadolu Efes
Il 18 dicembre 2017, Ataman firma un contratto di un anno e mezzo con l'Anadolu Efes, chiudendo la prima stagione in semifinale di campionato.
Nella stagione successiva, Ataman torna a vincere il campionato turco. Inoltre riesce a portare la sua squadra alle Final Four di Eurolega, venendo però sconfitto in finale dal CSKA Mosca.
Ataman riesce finalmente a vincere l'Eurolega nella stagione 2020-2021, battendo in finale il Barcellona per 81-86.
Si ripete l'anno successivo battendo in finale il Real Madrid per 57-58.

## Statistiche

### EuroLeague
| Squadra           | Stagione | P   | V   | S   | %V   | Risultato stagionale                                    |
| ----------------- | -------- | --- | --- | --- | ---- | ------------------------------------------------------- |
| Montepaschi       | 2002-03  | 22  | 11  | 11  | .500 | Terzo posto                                             |
| Ülkerspor         | 2003-04  | 13  | 6   | 7   | .462 | Eliminata alle Top 16                                   |
| Ülkerspor         | 2004-05  | 22  | 10  | 12  | .455 | Eliminata ai quarti di finale                           |
| Ülkerspor         | 2005-06  | 19  | 6   | 13  | .316 | Eliminata alle Top 16                                   |
| Fortitudo Bologna | 2006-07  | 14  | 5   | 9   | .357 | Eliminata in regular season                             |
| Efes Pilsen       | 2008-09  | 10  | 4   | 6   | .400 | Eliminata in regular season                             |
| Efes Pilsen       | 2009-10  | 16  | 6   | 10  | .375 | Eliminata alle Top 16                                   |
| Galatasaray       | 2013-14  | 27  | 13  | 14  | .481 | Eliminata ai quarti di finale                           |
| Galatasaray       | 2014-15  | 24  | 6   | 18  | .250 | Eliminata alle Top 16                                   |
| Galatasaray       | 2016-17  | 30  | 11  | 19  | .367 | Eliminata in regular season                             |
| Anadolu Efes      | 2017-18  | 18  | 4   | 14  | .222 | Eliminata in regular season                             |
| Anadolu Efes      | 2018-19  | 37  | 24  | 13  | .649 | Secondo posto                                           |
| Anadolu Efes      | 2019-20  | 28  | 24  | 4   | .857 | Edizione cancellata a causa della Pandemia di COVID-19. |
| Anadolu Efes      | 2020-21  | 41  | 27  | 14  | .659 | Campione                                                |
| Anadolu Efes      | 2021-22  | 34  | 21  | 13  | .618 | Campione                                                |
| Carriera          | Carriera | 314 | 151 | 163 | .481 |                                                         |

## Palmarès

### Squadra

#### Competizioni nazionali
- Campionato turco: 6

Efes Pilsen: 2008-2009
Beşiktaş: 2011-2012
Galatasaray: 2012-2013
Anadolu Efes: 2018-2019, 2020-2021, 2022-2023
- Campionato greco: 1

Panathinaikos: 2023-2024
- Coppa di Turchia: 6

Ülkerspor: 2003-2004, 2004-2005
Efes Pilsen: 2008-2009
Beşiktaş: 2011-2012
Anadolu Efes: 2018, 2022
- Coppa di Grecia: 1

Panathinaikos: 2024-2025
- Coppa del Presidente: 9

Türk Telekom Ankara: 1997
Ülkerspor: 2003, 2004, 2005
Efes Pilsen: 2000, 2009
Anadolu Efes: 2018, 2019, 2022

#### Competizioni internazionali
- Coppa Saporta: 1

Mens Sana Siena: 2001-02
- EuroChallenge: 1

Beşiktaş: 2011-12
- Eurocup: 1

Galatasaray: 2015-16
- Eurolega: 3

Anadolu Efes: 2020-21, 2021-22
Panathinaikos: 2023-24

### Individuale
- Aleksandr Gomel'skij Coach of the Year: 1

Anadolu Efes: 2020-2021
- A1 Ethniki allenatore dell'anno: 1

Panathinaikos: 2023-2024